# Рио-Браво (Тамаулипас)
Ри́о-Бра́во (исп. Río Bravo), официальное наименование Сьюдад-Рио-Браво (исп. Ciudad Río Bravo) — город в Мексике, штат Тамаулипас, административный центр одноимённого муниципалитета. Численность населения, по данным переписи 2010 года, составила 95 647 человек.

## Общие сведения
Название Río Bravo заимствовано у протекающей здесь одноимённой реки.
Рио-Браво был основан как асьенда в 1774 году. Экономическое развитие началось после постройки железной дороги в 1882 году.
Город обслуживает международный аэропорт имени генерала Лусио Бланко.